# Arroyo Quillay
Der Arroyo Quillay ist ein Fluss in Uruguay.
Er entspringt im Grenzgebiet der Departamentos Tacuarembó und Paysandú in der Cuchilla de Haedo nördlich von Piedra Sola. Von dort verläuft er nach Osten durch Tacuarembó, bis er wenige Kilometer südlich von Paso de Pérez als rechtsseitiger Nebenfluss in den Arroyo Malo mündet.